# 馬·薛里吉思 (元朝)
马薛里吉思，元朝也里可溫教徒，西域撒馬爾罕人。
他的外祖父是撒必，家族世代精通调制舍儿别（果子露）的方法。他的祖父可里吉思、父亲灭里都是蒙元帝国的太医。1268年（元世祖至元五年），忽必烈召他前来进献舍儿别，留任为舍儿别赤。1272年，跟随平章政事赛典赤到云南，1275年，又前去闽浙，为制作舍儿别。1277年，被任命为怀远大将军、镇江路副达鲁花赤。次年正月，升为镇江路达鲁花赤，八月，再任镇江路副达鲁花赤。